# 吳思讓
吳思讓（？—？），四川省酉陽直隸州秀山縣人，清朝政治人物、同進士出身。

## 生平
光緒十八年（1892年），参加光緒壬辰科殿試，登進士三甲30名。同年五月，以主事分部学习。